# Hyastenus whitei
Hyastenus whitei is een krabbensoort uit de familie van de Epialtidae. De wetenschappelijke naam van de soort is voor het eerst geldig gepubliceerd in 1976 door Griffin.